# Sison (Surigao del Norte)
Sison ist eine philippinische Stadtgemeinde in der Provinz Surigao del Norte.
Sie liegt im Norden der großen Insel Mindanao.
Sison hat 13.155 Einwohner (Zensus 1. August 2015).

## Baranggays
Sison ist politisch in zwölf Baranggays unterteilt.
- Biyabid
- Gacepan
- Ima
- Lower Patag
- Mabuhay
- Mayag
- Poblacion (San Pedro)
- San Isidro
- San Pablo
- Tagbayani
- Tinogpahan
- Upper Patag